# Abietinaria gracilis
Abietinaria gracilis är en nässeldjursart som beskrevs av Nutting 1904. Abietinaria gracilis ingår i släktet Abietinaria och familjen Sertulariidae. Inga underarter finns listade i Catalogue of Life.